# Oltre i limiti (album)
Oltre i limiti è il quinto album in studio del cantautore Francesco Renzi, pubblicato nel 2017.

## Descrizione
L'album è stato diretto e autoprodotto dall'artista stesso, ed è stato missato alla FR Sound Studio, è anche masterizzato a cura della ORMASUD (Marco Musco, Enrico Crocco).

## Tracce
1. Cambio radicale – 3:28 – (F. Renzi, D.Abbate)
2. La musica da me da (feat. Luis Navarro) – 3:56 – (F.Renzi, L.Bollito)
3. Inutili a metà (F.Renzi, D.Abbate) – 4:09
4. L'occasione (feat. Sa Boh) – 3:08 – (F.Renzi, Sa Boh)
5. La notte – 3:40 (D.Abbate, F.Renzi)
6. Non me la sento (feat. Razza B & Sa Boh) – 4:12 (F.Renzi, Sa Boh, Razza B)
7. Tornerai – 4:29 (V.Galeota) – Arrangiamento: Marco Ponti
8. Regolamento dell'amore (feat. Daniele Antonucci) – 3:25 (D.Abbate, F.Renzi)
9. La traccia di una vita (feat. ViGuì) – 3:59 (F.Renzi, G.Golino)

## Formazione
- Damiano Abbate - pianoforte
- Nicolò Salis - batteria
- Daniele Antonucci - chitarra
- Camillo Casaluce - basso
- Angela Piccerillo - cori
- Francesco Renzi - voce
- Luciano de Fortuna - percussioni